# Liomera supernodosa
Liomera supernodosa är en kräftdjursart som beskrevs av M. J. Rathbun 1906. Liomera supernodosa ingår i släktet Liomera och familjen Xanthidae. Inga underarter finns listade i Catalogue of Life.